# Тубуаї
Тубуаї (фр. Tubuai) — острів у Тихому океані. Належить до архіпелагу Острал, головний острів групи островів Тубуаї, частини Французької Полінезії. Розташований 640 км на південь від Таїті.

## Історія
Згідно з археологічними дослідженнями перші поселення людей на острові відносяться до кінця першого тисячоліття. Зокрема, були знайдені докази існування поселень на острові у IX та X століттях. Острови були заселені близько 900 р. н. е. народами, спорідненими з іншими островами Тихого океану, зокрема Таїті та Роруту. У 1777 р. британський мореплавець Джеймс Кук був першим європейцем, який відвідав острови. Він також відмітив спорідненість мови та культури народу Тубуаї з Таїті. Кук не висаджувався на острові через ворожо налаштованих мешканців, але вважав острови непридатними для мореплавців через небезпеку рифів.
Наступні європейці, які відвідали острів були заколотники з корабля «Баунті». 29 травня 1789 р. «Баунті» прибув до острова і дуже скоро місцеві туземці оточили корабель з наміром його захопити на що команда відповіла пострілом з гармати, від якого загинуло декілька чоловіків та жінок, а інші втекли. Ця подія дала назву місця, де знаходився корабель — Кривава затока. 23 червня 1789 р. екіпаж «Баунті» знову повернувся до Тубуаї з наміром поселитися на острові та заснувати власну колонію. Повстанці привезли з собою на острів худобу та корисні рослини. За три місяці був збудований форт Джордж (на честь короля Англії) та розчищена земля для землеробства. Попри це, між заколотниками продовжувалися суперечки, викликані браком жінок для всіх матросів та зловживанням алкоголем. Після сутичок з туземцями та бійок між собою повсталі матроси нарешті вирішили залишити острів та форт і повернутися на Таїті 17 вересня 1789 р.
Після невдалої спроби заколотників з «Баунті» заснувати колонію на острові наступні європейці відвідали острів тільки у 1820 р. Протягом декількох десятиліть до острова прибували місіонери різних європейських церков, хвороби, які вони занесли до острова значно зменшили населення острова. У 1881 р. Франція анексувала острів, але ніяких економічних та інших реформ не було запроваджено аж до 60-х років 20 століття, коли острови почали постачати продукти для столиці Французької Полінезії Папеете.

## Географія
Острів Тубуаї є вулканічним островом, розташовується у центрі архіпелагу Острал, на відстані 195 км від о. Реваве, 210 км від о. Роруту, 700 км від о. Рапа і 640 км на південний схід від Таїті. Загальна площа острова 45 кв.км, навколо острова є велика лагуна, яка так само оточена рядом моту. Острів має прохолодніший клімат на відміну від Таїті, що є придатним для землеробства. Виробництво овочевої продукції є основною індустрією острова. На острові також є аеропорт.

## Туризм
Основною туристичною пам'яткою острова є залишки форту Джордж, побудованого заколотниками з «Баунті». Спостерігання за міграцією китів навколо острова з червня по жовтень є іншим важливим об'єктом туризму. Відвідувачі також відмічають велику кількість колишніх, а також один діючий «марае» — традиційний вівтар-жертовник на острові.